# Gustav Scheck
Gustav Scheck (München, 22 oktober 1901 - Freiburg im Breisgau, 19 april 1984) was een Duitse fluitist en directeur van de Muziekhogeschool in Freiburg.

## Levensloop
Scheck studeerde onder meer aan de Muziekhogeschool in Freiburg: fluit bij Richard Röhler, muziekwetenschappen bij Joseph Müller-Blattau, Wilibald Gurlitt en Hermann Erpf. 
In 1924 werd hij fluitist in het Stadsorkest van Freiburg. Daarna vervoegde hij het Theater in Düsseldorf en vervolgens trok hij naar Kiel, Bremen en in 1928 naar Radio Königsberg onder Hermann Scherchen. In 1929 speelde hij aan de Staatsopera in Hamburg. In 1930 stichtte hij, samen met August Wenzinger de „Kammermusikkreis Scheck-Wenzinger“. Met talrijke concerten en platenopnamen droeg dit ensemble bij tot de heropleving van de barokmuziek. Hoewel hij moeite had om zijn arische afstamming te bewijzen, werd hij onder het naziregime lid van de Reichsmusikkammer. Van 1934 tot 1945 doceerde hij aan de Muziekhogeschool in Berlijn.
Na de Tweede Oorlog richtte hij, samen met Wilibald Gurlitt de Muziekhogeschool van Freiburg weer op en was er van 1946 tot 1964 de directeur van. Als solist had hij ondertussen een internationale reputatie, wat heel wat studenten aantrok, onder wie Hans-Martin Linde en Günther Höller. Harald Genzmer, die Scheck naar Freiburg had doen komen, componeerde voor hem twee concerti en twee sonates voor fluit. Ook aan Scheck opgedragen waren:
- de Sonate voor fluit en klavier van Wolfgang Fortner,
- de twee sonates voor fluit op. 38 van Kurt Hessenberg,
- de sonate voor fluit op. 106 van Heinrich Kaspar Schmid.

In 1975 was Scheck jurylid voor de internationale wedstrijd blokfluit in het kader van het Festival Musica Antiqua in Brugge.
Hij was de vader van hoboïst en koordirigent Wolfgang Michaël Scheck (1933-2019).

## Publicatie
- Die Flöte und ihre Musik door Scheck gepubliceerd in 1975 is een standaardwerk over de dwarsfluit.